# حكومة يوسف زعين الأولى
تشكلت حكومة يوسف زعين الأولى في 23 أيلـول 1965 بموجب المرسوم رقم 2129 الصادر بتاريخ 23 أيلول 1965. وسُمي الدكتور يوسف زعين رئيساً لمجلس الوزراء بموجب المرسوم 2128 الصادر بتاريخ 23 أيلول 1965 المنشور بالجريدة الرسمية العدد 45 لسنة 1965· واستمرت هذه الحكومة حتى تقديم استقالتها في 27 كانون الأول 1965 بموجب المرسوم رقم 2836 الصادر بتاريخ 27 كانون الأول 1965 المنشور بالجريدة الرسمية العدد 1 لعام 1966.

## التشكيل الوزاري
- الدكتور يوسف زعين، رئيساً لمجلس الوزراء
- الدكتور إبراهيم ماخوس، نائباً لرئيس مجلس الوزراء ووزيراً للخارجية
- السيد عبد الفتاح البوشي، نائباً لرئيس مجلس الوزراء ووزيراً للمالية
- السيد الوليد طالب، وزيراً لشؤون الرئاسة
- الدكتور عادل طربي، وزيراً للزراعة
- السيد صالح المحاميد، وزيراً للشؤون البلدية والقروية
- الدكتور مصطفى حداد، وزيراً للتربية والتعليم
- الدكتور عبد الرحمن الكواكبي، وزيراً للأوقاف
- اللواء ممدوح جابر، وزيراً للأشغال العامة
- السيد علي تلجبيني، وزيراً للشؤون الاجتماعية والعمل
- السيد إبراهيم البيطار، وزيراً للاقتصاد
- السيد سليمان الخش، وزيراً للإعلام ووزيراً للثقافة والإرشاد القومي بالوكالة
- السيد حسين مهنا، وزيراً للعدل
- العقيد عبد الكريم الجندي، وزيراً للإصلاح الزراعي
- السيد مشهور زيتون، وزيراً للتموين
- السيد سميح الفاخوري، وزيراً للمواصلات
- الدكتور هشام العاص، وزيراً للصناعة
- العقيد محمد خير بدوي، وزيراً للتخطيط
- اللواء حمد عبيد، وزيراً للدفاع
- الدكتور صادق فرعون، وزيراً للصحة والإسعاف العام
- السيد محمد عيد عشاوي، وزيراً للداخلية
- الدكتور عدنان شومان، نائباً لوزير العمل والشؤون الاجتماعية

## روابط خارجية
- مجلس الوزراء السوري
- الحكومات السورية على موقع رئاسة مجلس الوزراء
- الحكومات السورية على موقع مجلس الشعب السوري
- وزارات الدولة على بوابة الحكومة الإلكترونية السورية
- الوزارات والهيئات الحكومية على موقع مجلس الشعب السوري